# 我的離開也是愛
《我的離開也是愛》是由香港歌手許廷鏗演唱，星娛樂（環宇）製作，2010年10月14日發行的首張單曲，只作為派台用途，並未公開販售。

## 曲目
1. 我的離開也是愛
  - 作曲：葉肇中，作詞：張美賢、葉肇中，編曲：葉肇中，監製：鄧智偉、葉肇中

## 唱片版本
- CD版

## 音樂錄影帶
| 歌名           | 執導   | 首播日期       | 附註        |
| -------------- | ------ | -------------- | ----------- |
| 我的離開也是愛 | 陳穎華 | 2010年10月22日 | 等同TVB版本 |

## 派台成績
|          | 香港 |     |     |   |
| 903      | RTHK | 997 | TVB |   |
| 最高位置 | -    | -   | -   | 3 |

(*)表示仍在榜上
粗體表示冠軍歌

## 備註
1. ↑  my903.com - 叱咤正在普選[永久]，2012年6月16日 (六) 03:15 (UTC+8)查閱（繁體中文）